# Procladius simplicistylis
Procladius simplicistylis är en tvåvingeart som beskrevs av Freeman 1948. Procladius simplicistylis ingår i släktet Procladius och familjen fjädermyggor. Inga underarter finns listade i Catalogue of Life.